# 篠原三郎 (陸軍軍人)
篠原 三郎（しのはら さぶろう、1882年（明治15年）12月5日 - 1966年（昭和41年）6月27日）は、大日本帝国陸軍軍人。最終階級は陸軍少将。

## 経歴
1882年（明治15年）に富山県で生まれた。陸軍士官学校第15期卒業。1929年（昭和4年）8月1日に陸軍歩兵大佐進級と同時に札幌連隊区司令官に着任。1932年（昭和7年）2月に歩兵第18連隊長に転じ、1933年（昭和8年）3月に本郷連隊区司令官に就任した。
1934年（昭和9年）3月5日に陸軍少将に進級と同時に第3師団司令部附となり、1935年（昭和10年）8月1日に待命、8月28日に予備役に編入された。1945年（昭和20年）3月31日に召集され静岡連隊区司令官兼静岡地区司令官に就任した。
1947年（昭和22年）11月28日、公職追放仮指定を受けた。